# José Gervasio Artigas

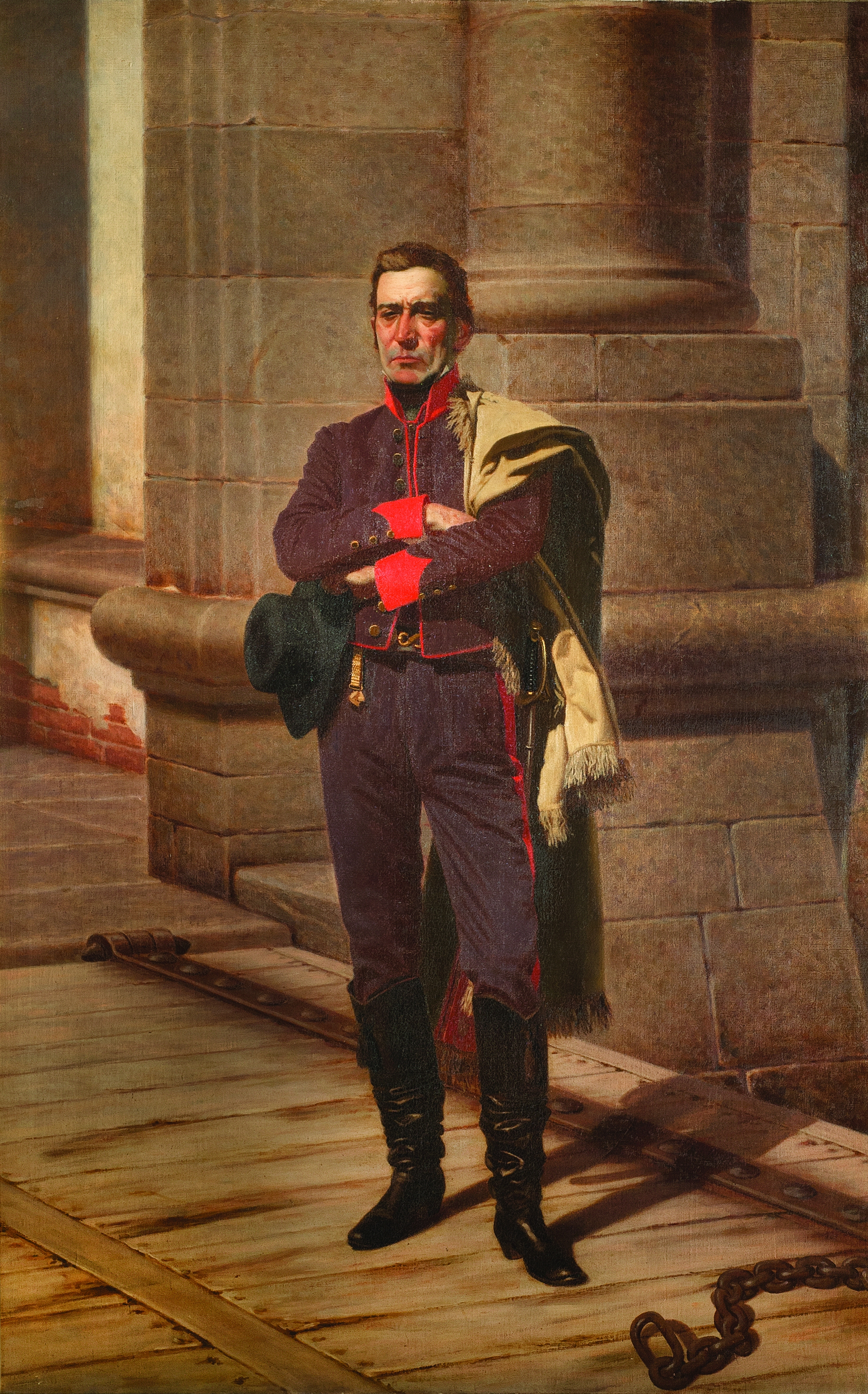
José Gervasio Artigas, Porträt von Juan Manuel Blanes

Artigas’ Unterschrift von 1813

José Gervasio Artigas (* 19. Juni 1764 in Montevideo, Vizekönigreich des Río de la Plata; † 23. September 1850 in Ibiray bei Asunción, Paraguay) war ein uruguayischer General und Politiker. Er ist in Uruguay ein Nationalheld und wird auch als „Vater der Unabhängigkeit Uruguays“ bezeichnet. Die Titel „Jefe de los Orientales“ (Führer der Östlichen – ein Alternativname für die Bewohner des heutigen Uruguay, der sich auf die Lage östlich des Río Uruguay bezieht) und „Protector de los Pueblos Libres“ (Beschützer der Freien Völker) erhielt er wegen seiner Verdienste um die Revolution im Vizekönigreich des Río de la Plata gegen die Kolonialherrschaft und die Bildung der Departamentos nach Vorbild der US-Bundesstaaten.

## Leben

### Von der Kindheit bis zur Militärzeit
Artigas wurde in Montevideo als Sohn des Polizeioffiziers Martin José Artigas und seiner Frau Antonia Arnal Rodríguez geboren. Die Familie Artigas stammt aus Puebla de Albortón (Provinz Saragossa, Region Aragonien, in Nordspanien). Sein Großvater war einer der ersten Siedler Montevideos. José Gervasio erhielt die Grundschulausbildung im Franziskanerkloster von St. Bernardino, in dessen Kolleg er vermutlich 1774 eintrat. Mit zwölf Jahren ging er auf die familieneigenen Ländereien in die Banda Oriental (später synonym für Uruguay). Er bekam dort engen Kontakt zu den Gauchos und lernte das Reiten und den Umgang mit Waffen. Auch beteiligte er sich an illegalen Tätigkeiten wie dem Schmuggel an der Grenze zu Brasilien und dem Viehdiebstahl. Er lebte im Norden des Landes mit Frau und Sohn am Río Negro in engem Kontakt zu den Ureinwohnern, den Charrúas. Mit 33 Jahren nahm er 1797 eine Amnestie in Anspruch und trat in das Korps von Blandengues (Cuerpo de Blandengues) ein, eine Miliz des Vizekönigreichs des Río de la Plata, deren Aufgabe es war, die Grenze zu Brasilien zu schützen. Im Korps traf Artigas auf einen aus Montevideo stammenden Afrikaner, Joaquín Lenzina, der in portugiesische Gefangenschaft geraten war. Artigas kaufte ihn aus der Sklaverei frei. Lenzina, bekannt als „der schwarze Ansina“, begleitete ihn sein Leben lang als sein bester Freund, Kriegskamerad und Chronist. Um die Jahrhundertwende war Artigas als Adjutant Félix de Azaras auch mit der Problematik der Bodenverteilung befasst. Im Jahre 1803 erfolgte seine Ernennung zum Comandante general de la Campaña, dem Befehlshaber für das flache Land. In diesem Zusammenhang war er nun unter anderem mit der Schmuggelbekämpfung befasst.

### Teilnahme am Freiheitskampf

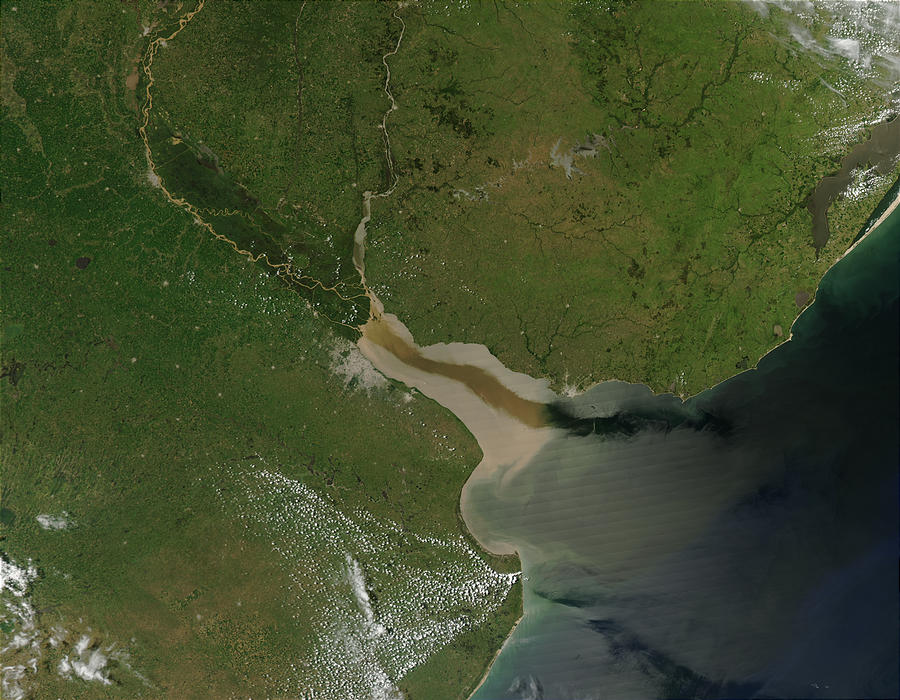
Satellitenbild vom Rio de la Plata

Artigas hatte wesentlichen Anteil an der Gründung der Stadt Batovy im Gebiet Misiones Orientales. Von 1806 bis 1807 beteiligte er sich am spanischen Widerstand gegen die britische Invasion am Rio de la Plata. Für seinen Einsatz zur Befreiung von Montevideo und Buenos Aires wurde er zum Kapitän der Miliz und wenig später zum Adjudantmajor ernannt. Bei einer weiteren Schlacht kam Artigas in englische Gefangenschaft und sollte nach England verschifft werden. Aufgrund einer Verwundung wurde davon Abstand genommen. 
Wegen Napoleons Eingriff in die spanische Innenpolitik mit der Abdankung König Karls IV. war die spanische Macht in den Kolonien geschwächt. Im Vizekönigreich des Río de la Plata kam es am 25. Mai 1809 zum ersten Aufstand in der Stadt Chuquisaca. Am 25. Mai 1810 wurde Vizekönig Baltasar de Cisneros in Buenos Aires abgesetzt. An seine Stelle trat ein gewählter Rat als Folge der Mairevolution. Die spanische Regierung verlegte ihren Sitz nach Montevideo. Artigas stand noch in spanischen Diensten und sollte einen Volksaufstand in der Banda Oriental niederschlagen. Die örtlichen Anführer bereiteten ihm eine Niederlage.
1811 kam der neue Vizekönig Francisco Javier de Elío nach Montevideo; in Unkenntnis der tatsächlichen Kräfteverhältnisse erklärte er dem Rat in Buenos Aires am 13. Februar 1811 den Krieg. Bereits im August 1810 hatte der Sekretär des Rates, Mariano Moreno, unter anderen Artigas angeschrieben und ihm im Falle einer Desertion weit gehende Vollmachten angeboten. Artigas ging darauf ein und wurde vom Rat als Oberstleutnant mit 150 Soldaten in die Banda Oriental geschickt, um einen Volksaufstand zu organisieren. Mit dem „Aufruf von Mercedes“ am 11. April 1811 ergriff Artigas die Befehlsgewalt der Revolution in der Banda Oriental. Bereits am 25. April 1811 besiegte sein Bruder Francisco Manuel Artigas die spanischen Truppen in Minas, San Carlos und Maldonado. Am 18. Mai 1811 schlug José Artigas die Spanier in der Schlacht von Las Piedras und ließ sich in Montevideo als „Primer Jefe de los Orientales“ feiern. Nach Maroñas wurde 1812 der Nationalkongress einberufen. Dort rief Artigas die Provincia Oriental aus. Artigas unterschrieb für den Rat in Buenos Aires den Waffenstillstandsvertrag mit Vizekönig Elío. Dem Vertrag zufolge musste er aus der Banda Oriental und Montevideo seine Truppen zurückziehen.

### Östlicher Exodus

Eine Fahne von Artigas

Artigas ging mit seinen Anhängern an das westliche Ufer des Flusses Uruguay. In der uruguayischen Geschichtsschreibung wird dies als „östlicher Exodus“ bezeichnet. In der Provinz Misiones, nördlich der heutigen Stadt Concordia, legte Artigas im Januar 1812 mit 16.000 Personen, Ausrüstung und Vieh sein neues Lager an. Von dort hielt er Kontakt zu den Führern von Entre Ríos und Corrientes und schuf damit eine Basis für seinen Einfluss auf die Territorien im argentinischen Küstengebiet. Zu Beginn des Jahres 1812 endete der Waffenstillstand. Die Aufständischen unter Manuel de Sarratea, einem Konkurrenten von Artigas, besetzten Montevideo erneut. Erst nach dem Rückzug Sarrateas konnte Artigas in Montevideo einziehen.

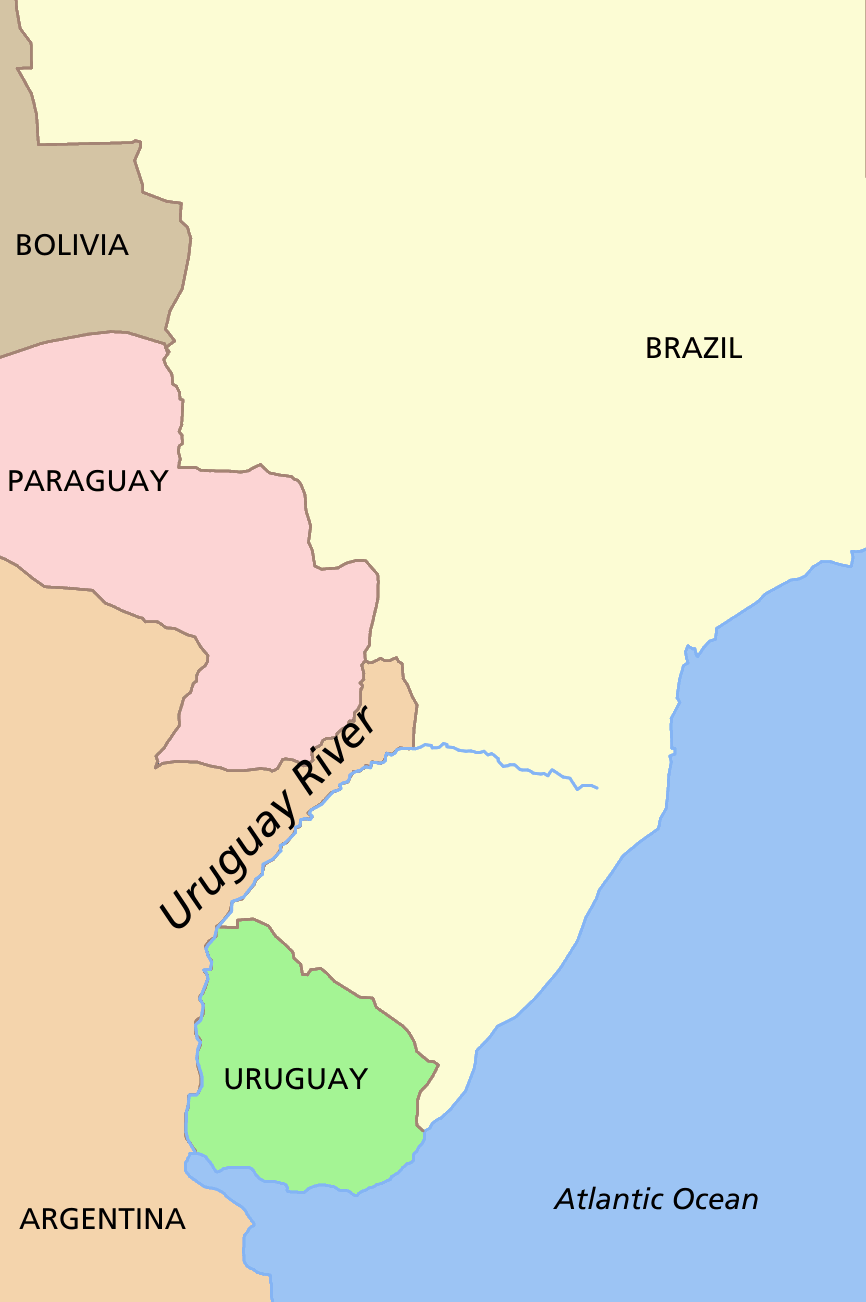
Der Fluss Uruguay

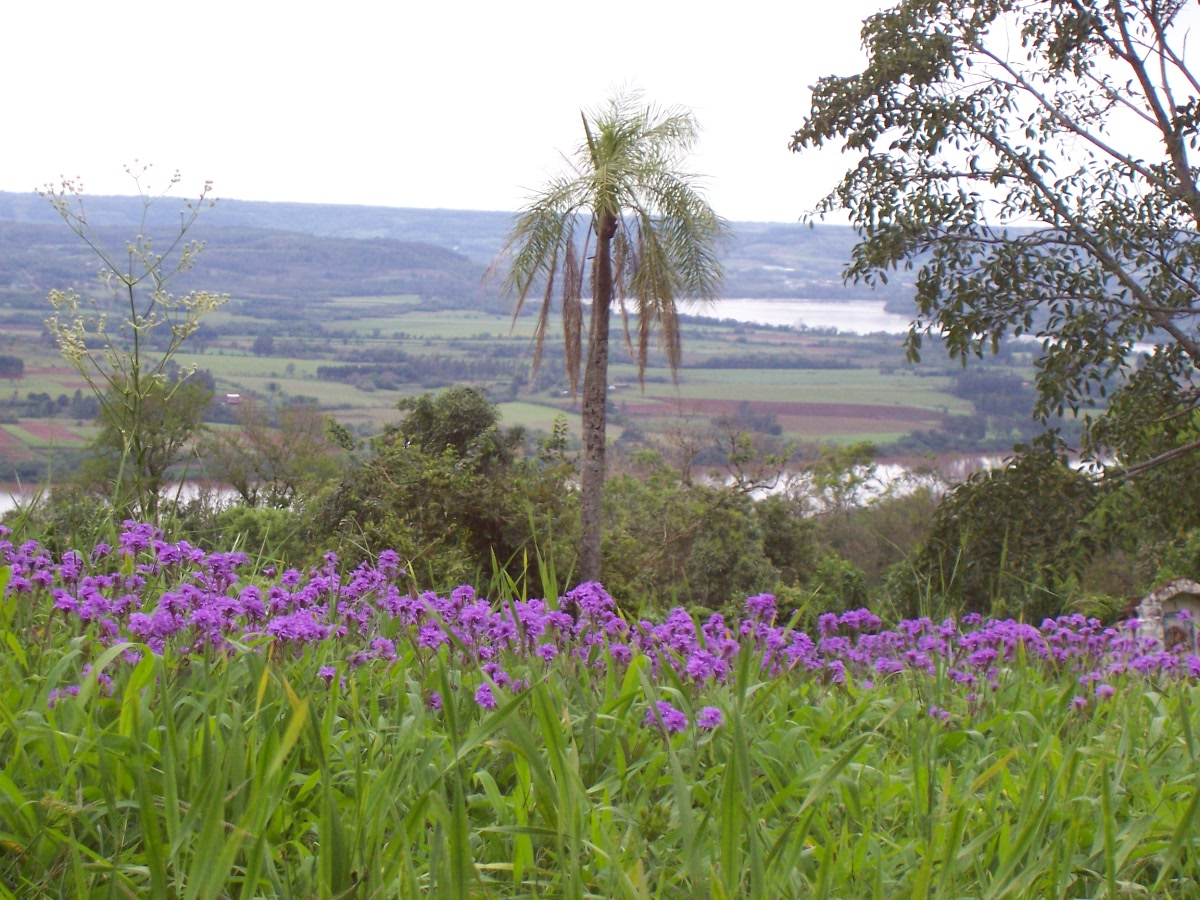
Der Fluss Uruguay nördlich von Uruguay als Grenzfluss zwischen Argentinien und Brasilien

### Anfänge des Föderalismus

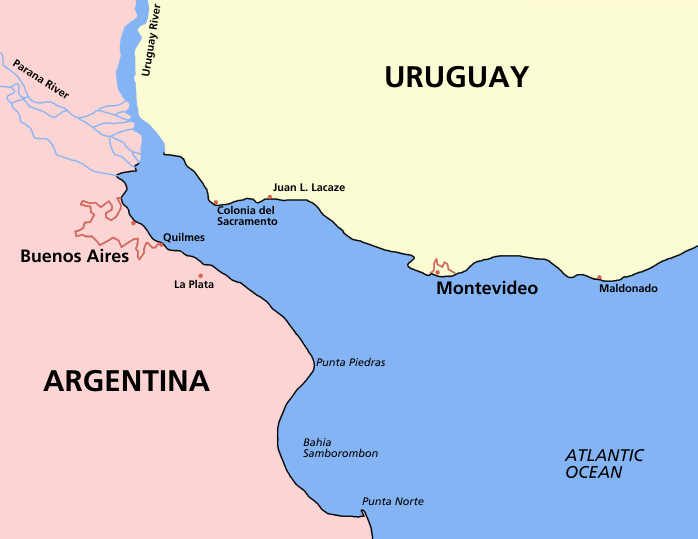
Länder am Rio de la Plata

Aus dem Lager von Artigas wurden Abgeordnete gewählt, die 1813 an der konstituierenden Versammlung in Buenos Aires teilnahmen. Sie erhielten von ihm Instruktionen, die Folgendes aussagten: Erklärung der Unabhängigkeit, zivile und religiöse Freiheit, eine föderative politische Ordnung, selbstständige Bundesstaaten, Buenos Aires sollte nicht der Sitz der Zentralregierung sein. Die Versammlung lehnte seine Vorschläge ab, weil sie aus einem Militärlager kamen und die Versammlung sich für souverän erklärte. General José Rondeau ließ neue Abgeordnete wählen, die gegen Artigas argumentieren sollten. Artigas zog sich verärgert zu seinen Anhängern am Fluss Uruguay zurück. Von dort führte er einige Feldzüge in das Innere der Banda Oriental und Entre Ríos. Eine gegen ihn gesandte Expedition schlug er in Entre Ríos. Darauf unterschrieb der Director Supremo der Vereinten Provinzen am 11. Februar 1814 eine Verordnung, in der Artigas zum „Verräter des Vaterlandes“ erklärt wurde. Es hieß darin im Artikel 1: Don José Artigas wird für ehrlos erklärt, seiner Ämter enthoben, er ist vogelfrei und ein Feind des Vaterlandes. Artikel 2: Er wird als Verräter am Vaterland verfolgt und im Falle des Widerstands getötet. Artikel 3: Alle Völker, die Gerichte, die militärischen Kommandeure und die Bürger in den vereinten Provinzen verfolgen den Verräter mit allen möglichen Mitteln. Jede Hilfe, die man ihm gibt, gilt als Hochverrat. Wer Artigas lebend oder tot übergibt, bekommt eine Belohnung von sechstausend Pesos.

### Bürgerkrieg und Liga Federal

Eine weitere Fahne von Artigas, die u. a. auch zum Sinnbild von argentinischen Föderalen wurde

1814 organisierte sich die Liga der freien Völker, und Montevideo entzog sich der Kontrolle der verbündeten Unitarier in Buenos Aires. In den folgenden Monaten entwickelte sich ein Bürgerkrieg zwischen den föderalistischen Anhängern von Artigas in Corrientes, Entre Rios und Provincia Oriental gegen die Führung der vereinten Provinzen. Artigas behielt die Oberhand. Eine Provinz nach der anderen löste sich aus der Vormundschaft der Unitarier in Montevideo. Sein neues Heerlager richtete Artigas im Mai 1815 in Purificación del Hervidero, in der Nähe der heutigen Stadt Salto, ein. Es verwandelte sich faktisch zur Hauptstadt der Liga Federal, aus der sich auch die damalige Föderale Partei Argentiniens entwickelte, die Artigas’ Flagge zum Symbol nahm. Die Truppe von Artigas bestand aus ungefähr 1.500 Kämpfern. Es waren meistens Indios, die aus abgewirtschafteten jesuitischen Niederlassungen kamen, sehr anspruchslos und kampfbereit waren. Artigas rief am 29. Juni 1815 zum „Kongress der freien Völker“ in Concepción. Es sollten Probleme der politischen Organisation, des Handels, der Beziehungen mit dem Ausland, der Landwirtschaftspolitik und der Beziehung zu den übrigen Ländern des ehemaligen Vizekönigreiches behandelt werden. Auf diesem Kongress erklärten sich die Provinzen Banda Oriental, Córdoba, Corrientes, Misiones und Santa Fe „von aller fremden Macht“ unabhängig.

### Exil

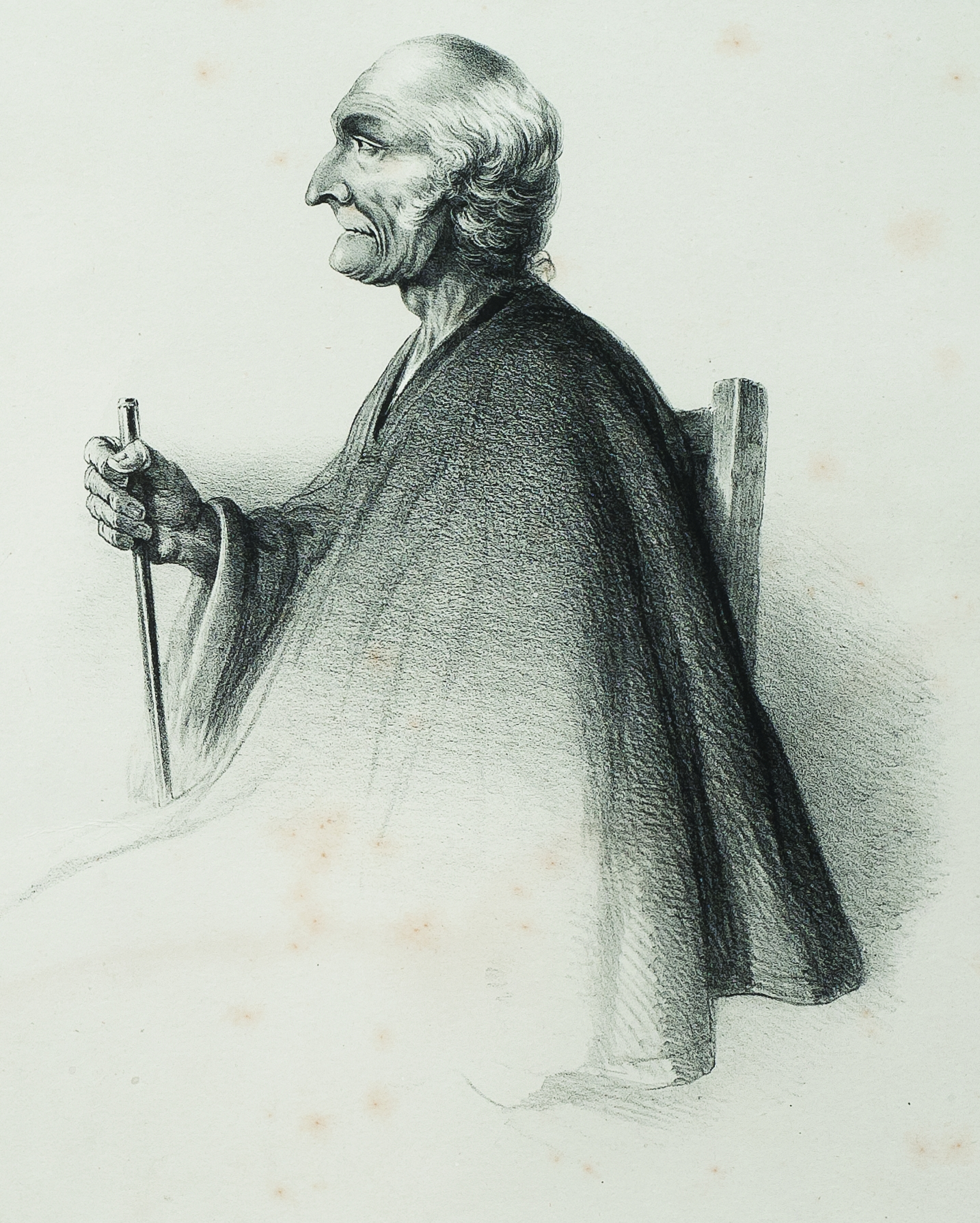
Das einzige echte Porträt des gealterten José Artigas, angefertigt vom französischen Reisenden Alfredo Demersay. Alle anderen bekannten Abbildungen sind später entstanden und idealisiert.

Die Vereinigung brach 1816 zusammen, als die Portugiesen unter Carlos Federico Lecor die Provincia Oriental für Brasilien besetzten. Die Regierung in Buenos Aires sah tatenlos zu. Artigas wehrte sich vier Jahre lang militärisch und musste 1820 nach der am 22. Januar 1820 verlorenen Schlacht von Tacuarembó nach Paraguay flüchten. Der dortige Diktator José Gaspar Rodríguez de Francia verbannte ihn nach Candelaria. Nach langem Exil starb Artigas am 23. September 1850 in Ibiray bei Asunción, ohne das zwischen 1825 und 1828 unabhängig gewordene Uruguay je wieder betreten zu haben.

## Visionen
Artigas bewunderte die Vereinigten Staaten von Amerika und nahm sich die amerikanische Verfassung zum Vorbild. Er wollte die Provinzen am Rio de la Plata zu einem Bundesstaat zusammenführen. Die Regierung in Buenos Aires strebte einen Zentralstaat an. Sie spielte mit dem Gedanken, nach europäischem Vorbild einen Monarchen an die Spitze zu stellen. Das alles verstieß gegen die Grundüberzeugung von Artigas.

## Ehrung
Die sterblichen Überreste Artigas’ wurden 1856 sechs Jahre nach seinem Tod nach Montevideo überführt und im Panteón Nacional beigesetzt. Sein Grabstein wurde mit der Inschrift Artigas: fundador de la nacionalidad oriental versehen. Heute befindet sich im Herzen Montevideos auf der Plaza Independencia das Artigas-Mausoleum, über dem eine den Platz prägende Artigas-Reiter-Statue thront. Artigas wird heute in Uruguay als der Nationalheld des Landes verehrt. Das Land prägte viele Münzen mit seinem Porträt. Das Departamento Artigas trägt ebenso seinen Namen wie auch die gleichnamige Departamento-Hauptstadt. Standbilder von Artigas stehen in Montevideo, Santiago de Chile, Minnesota, Newark (New Jersey), New York und Washington, D.C. In vielen uruguayischen Städten existieren zudem nach ihm benannte Plätze. Eine ausgestorbene große Nagetierart, deren Fossilien in Uruguay gefunden wurden, erhielt zu Ehren von Artigas den Namen Josephoartigasia. Auch der ehemalige Hauptbahnhof Montevideos wurde nach ihm benannt: Montevideo Estación Central General Artigas. Auf dem Gipfel des Cerro Artigas wurde ein Denkmal für José Gervasio Artigas errichtet. Das ehemalige deutsche Trossschiff Freiburg wurde als General Artigas (ROU04) von der Marine von Uruguay übernommen.

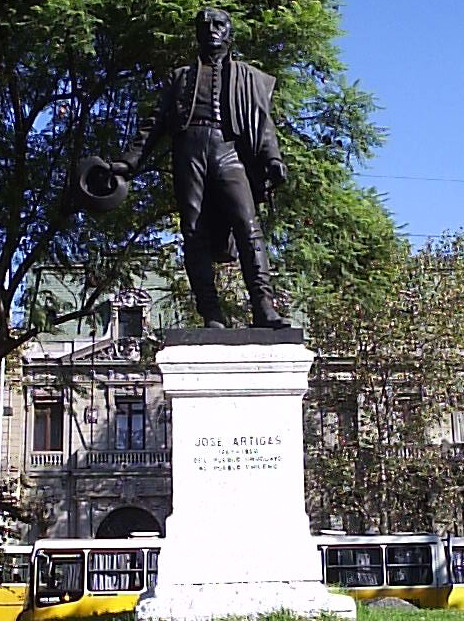
Standbild in Santiago de Chile
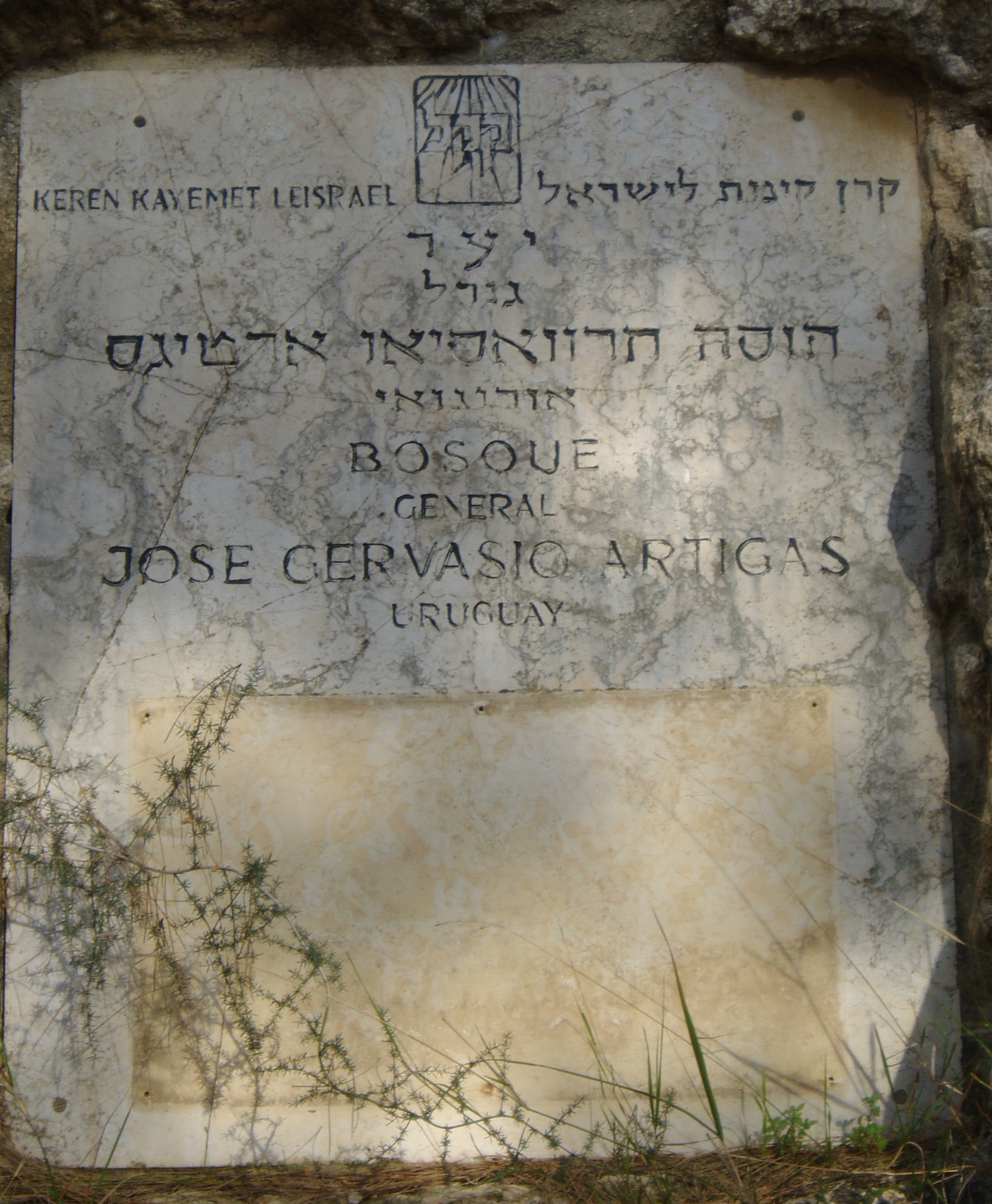
Gedenkstein in Israel
Porträt von Artigas auf einer Münze
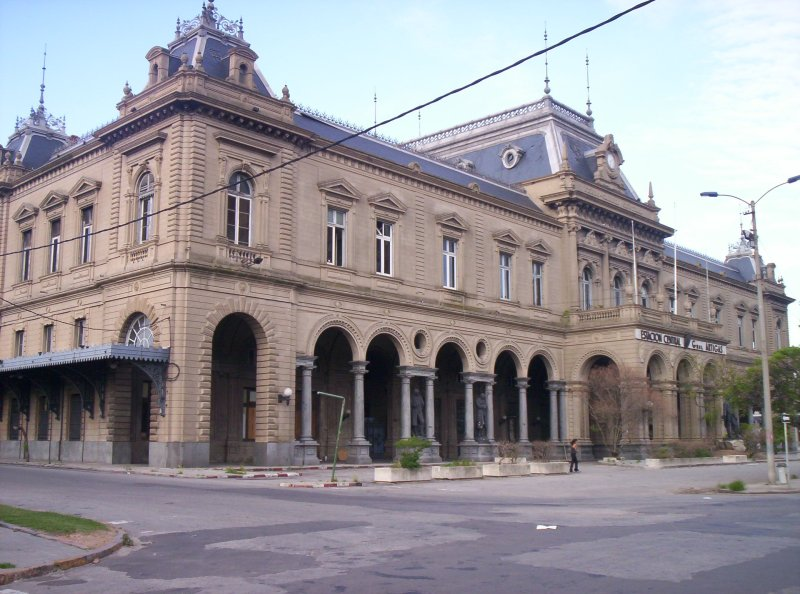
Der nach Artigas benannte frühere Hauptbahnhof Montevideos
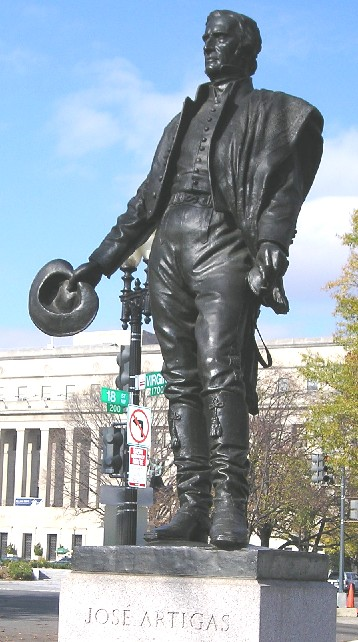
Standbild in Washington, D.C.
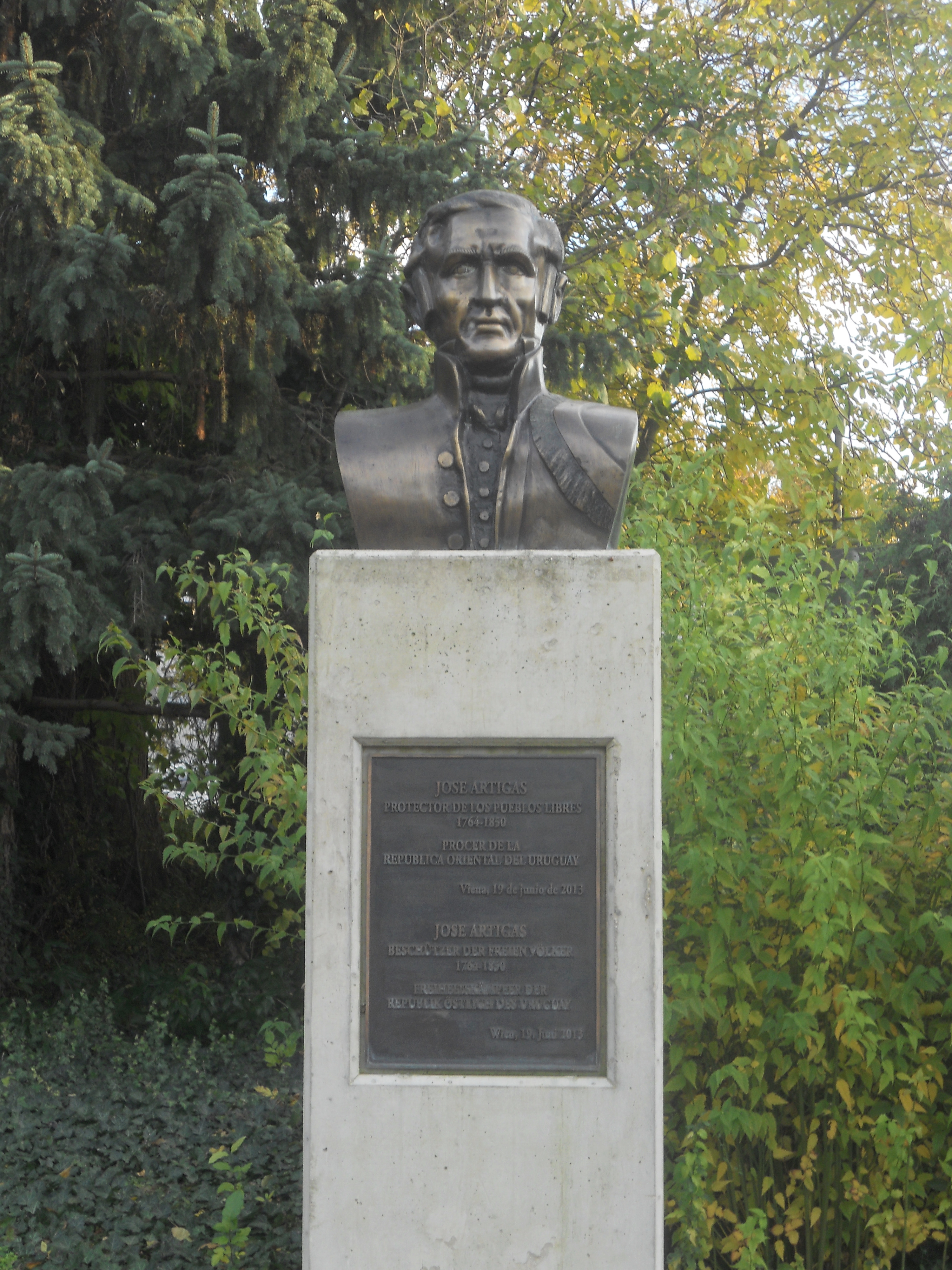
Büste in Wien